# روبرت نيل (سياسي)
روبرت نيل (بالإنجليزية: Robert Neill)‏ هو محامي وسياسي أمريكي، ولد في 12 نوفمبر 1838 في الولايات المتحدة، وتوفي في 16 فبراير 1907 في بيتسفيل في الولايات المتحدة. حزبياً، نشط في الحزب الديمقراطي. وقد انتخب عضو مجلس النواب الأمريكي.